# Hautes-Pyrénées

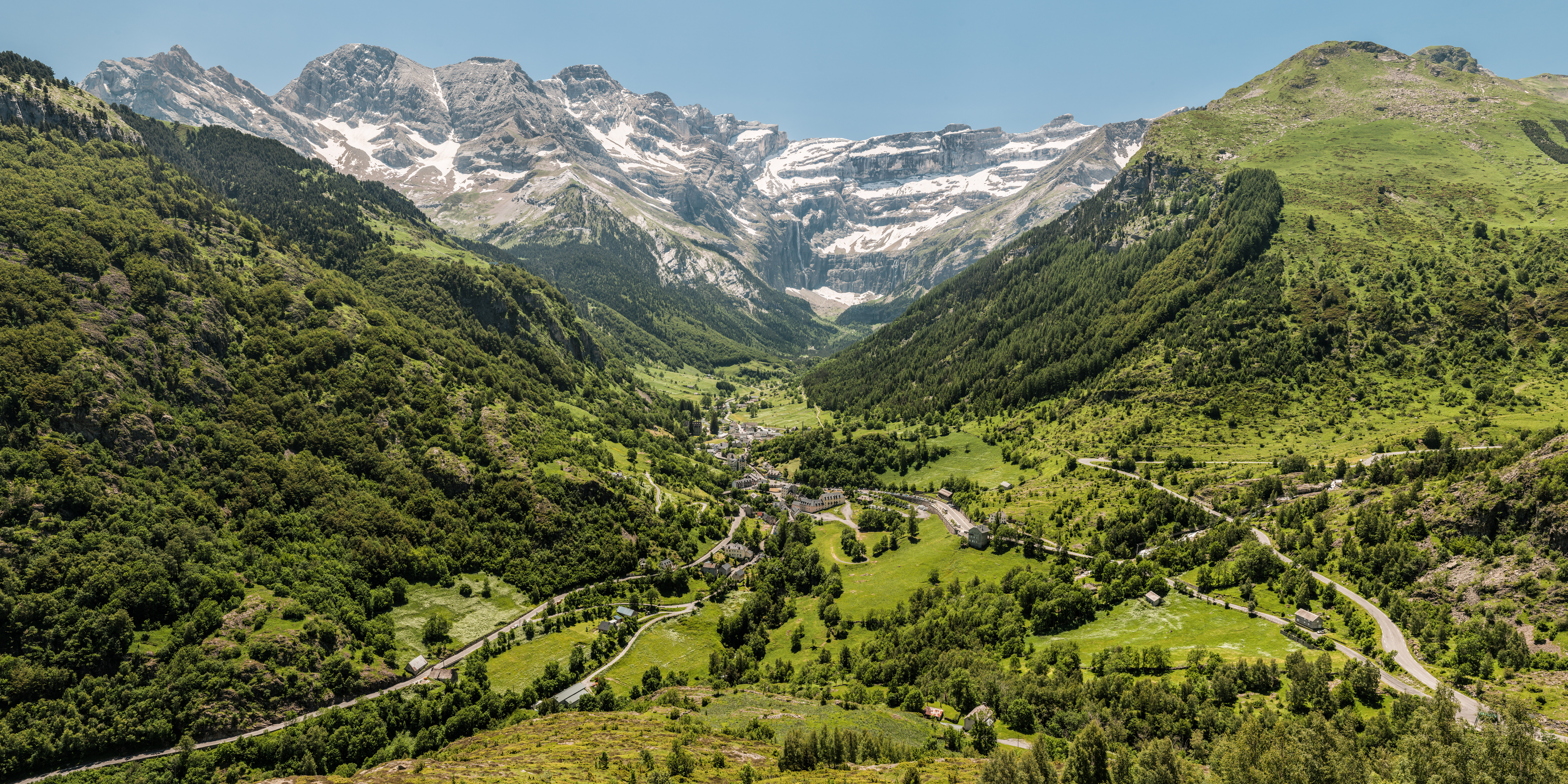
Gavarnie

Hautes-Pyrénées (Thượng Phì Nhiêu) là một tỉnh của Pháp, thuộc vùng hành chính Occitanie, tỉnh lỵ Tarbes, bao gồm 3 quận với các quận lỵ còn lại là: Argelès-Gazost, Bagnères-de-Bigorre.